# Josef Krawina
Josef Krawina (ur. 20 października 1928 w Radstadt koło Salzburga, zm. 2 grudnia 2018 w Bodensdorf, w Karyntii) – austriacki architekt, w latach 1983–1996 profesor wydziału architektury na Uniwersytecie Technicznym w Berlinie.
Współtwórca Hundertwasserhaus w Wiedniu.